# Adolf-Miersch-Siedlung
Die Adolf-Miersch-Siedlung ist eine Wohnsiedlung der 1950er Jahre im Frankfurter Stadtteil Niederrad, die nach dem Baustadtrat Adolf Miersch benannt ist.

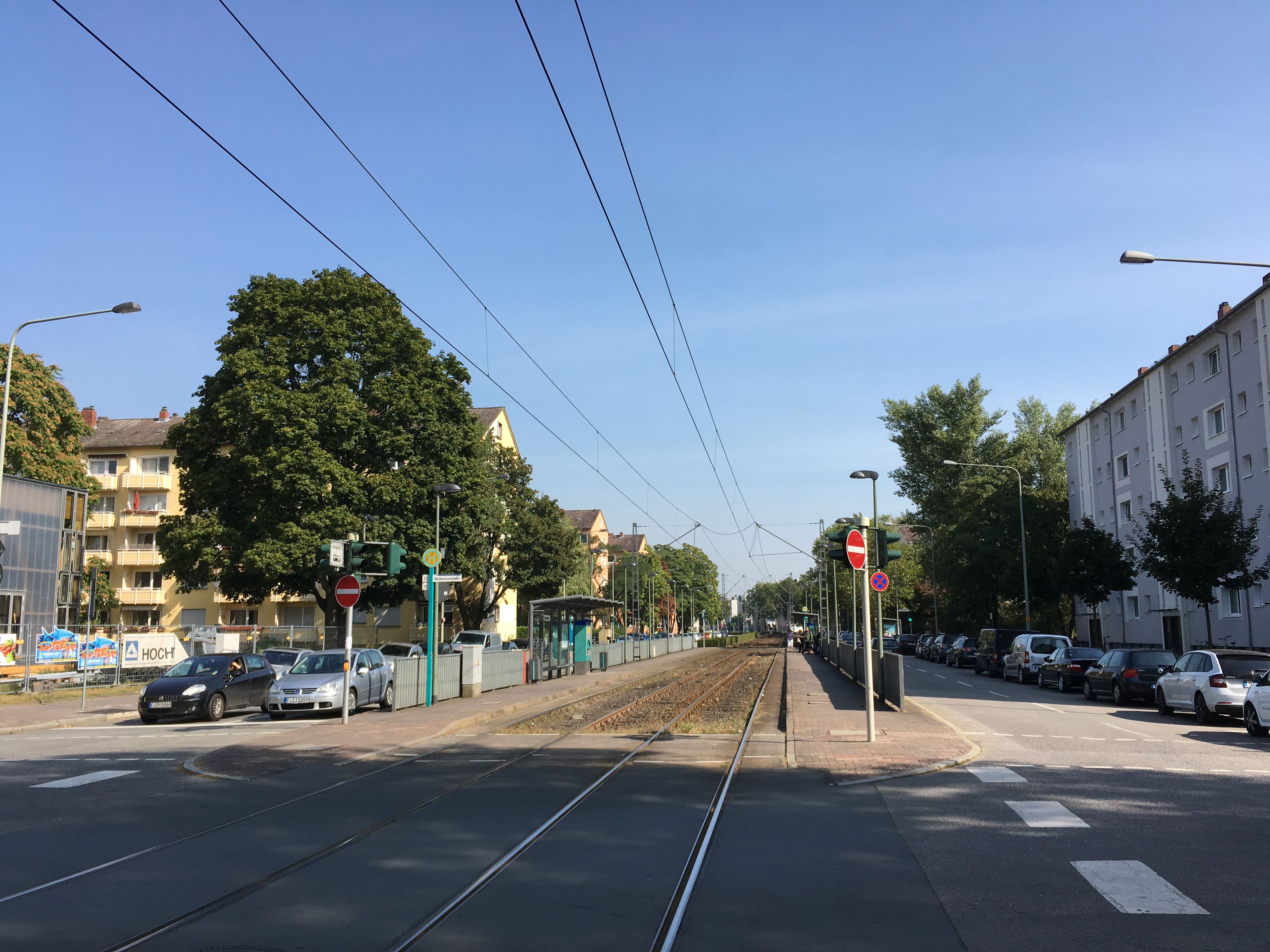
Adolf-Miersch-Straße

## Lage und Erschließung
Die Adolf-Miersch-Siedlung umfasst eine Fläche von knapp 50 Hektar und liegt im südwestlichen Niederrad südlich der Siedlung Bruchfeldstraße. Sie grenzt im Norden an die Goldsteinstraße, im Osten an die Gerauer Straße, im Süden an die Waldfriedstraße und im Westen an die Mainbahn.

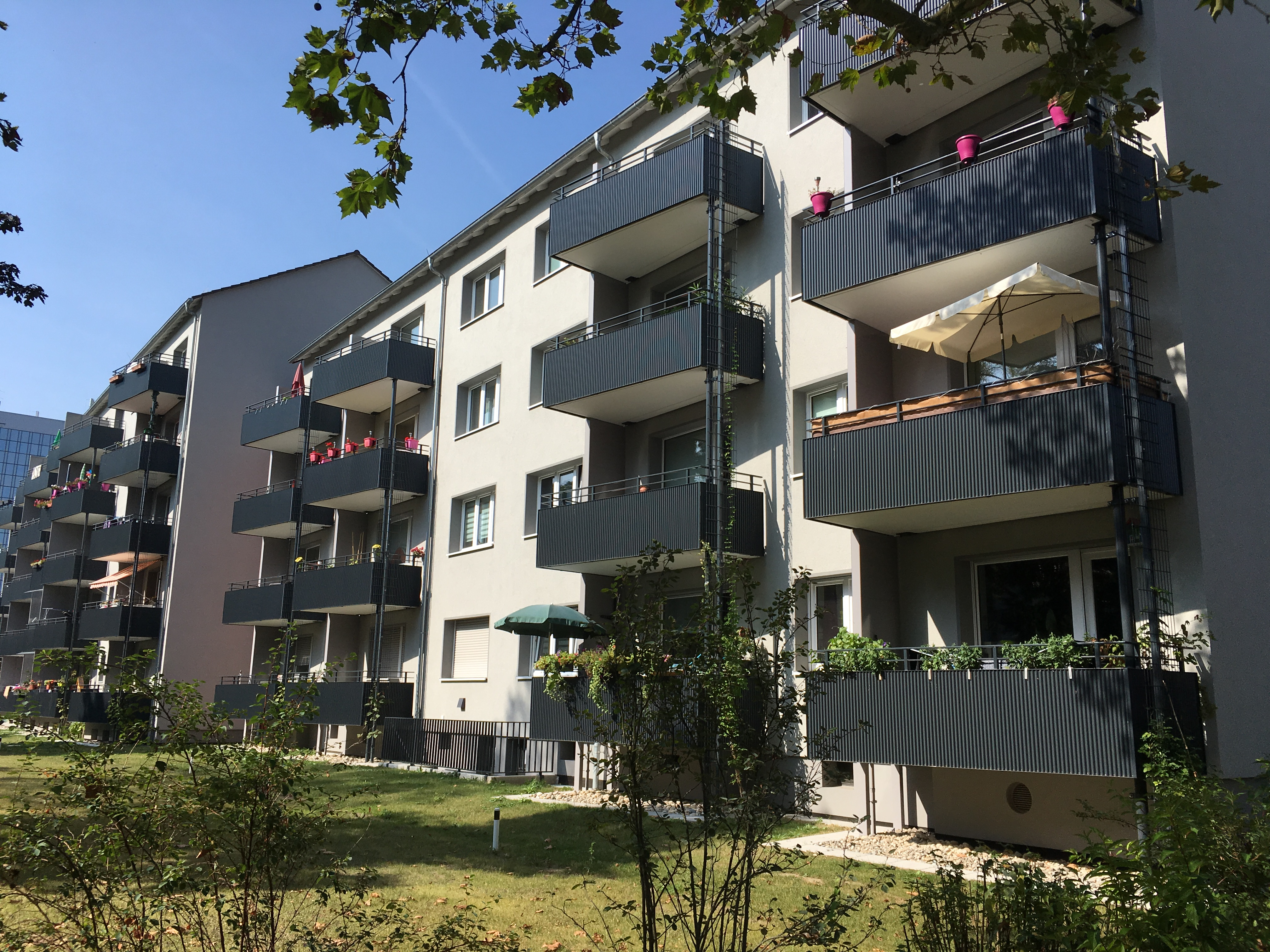
Wohnbebauung Melibocusstraße

Die Adolf-Miersch-Straße verläuft etwa in der Mitte der Siedlung und schließt sie an das überörtliche Straßennetz an. Über die dort verlaufenden Straßenbahn-Linien 12 und 19 und die Haltestellen Melibocusstraße und Gerauer Straße, den Bahnhof Frankfurt-Niederrad sowie die Buslinie 78 ist die Adolf-Miersch-Siedlung an den Öffentlichen Personennahverkehr bzw. an die S-Bahn Rhein-Main angebunden.
Die innere Erschließung erfolgt über die Melibocusstraße, Jugenheimer Straße, Heinrich-Seliger-Straße, Herbert-Boehm-Straße, Else-Alken-Straße und weitere Anliegerstraßen.

## Entstehung und Entwicklung
Bauherr und heute noch Eigentümer der Siedlung sind die Nassauische Heimstätte, die Aktienbaugesellschaft für kleine Wohnungen und weitere Wohnungsbaugesellschaften. Der erste Spatenstich für 1.788 Wohnungen war im Oktober 1956. Seinerzeit betrugen die Baukosten hierfür 30 Mio. DM. Zwischen 1956 und 1965 wurden insgesamt 230 Wohngebäude mit 2.050 Wohnungen mit Mitteln des Sozialen Wohnungsbaus errichtet. Darin leben rund 4.360 Bewohner (Stand:31. Dezember 2008). Bezogen auf die Anzahl der Bewohner zählt sie zu den größten Frankfurter Siedlungen.
In den 1980er und 1990er Jahren wurden zahlreiche Einfamilien-Reihenhäuser im Süden der Siedlung errichtet („Wohnpark Waldfried“). 1996 entstanden entlang der Melibocusstraße zweigeschossige Atelierhäuser aus Holz. 2004 wurden von der Nassauischen Heimstätte in der Heinrich-Seliger-Straße 24 Wohnungen gebaut. Die „Essbare Siedlung“ ist ein Urban-Gardening-Projekt, bei dem in der Melibocusstraße Mieter seit 2015 Beete mit Pflanzen nutzen. 2016 wurden in der Melibocusstraße 62 und 70 von der Nassauischen Heimstätte weitere 25 Wohnungen gebaut.

## Bebauung
Die Bebauung wurde vorwiegend in Zeilenbauweise errichtet und folgte damit dem städtebaulichen Leitbild der Entstehungszeit. Es zielt auf einen rationalen Stadtgrundriss, gut belichtete Wohnungen und eine wirtschaftliche Bauerstellung. Die vier- und fünfgeschossigen Gebäudezeilen sind meist quer zu den Erschließungsstraßen angeordnet und über Fußwege angebunden. Großzügige Grünflächen zwischen den Häusern prägen das Erscheinungsbild der Siedlung. Stellplätze sind bis auf einige Garagenhöfe ausschließlich auf den Straßen. Im Südwesten der Siedlung beidseits der Willemineallee befinden sich überwiegend zweigeschossige Einfamilienreihenhäuser.

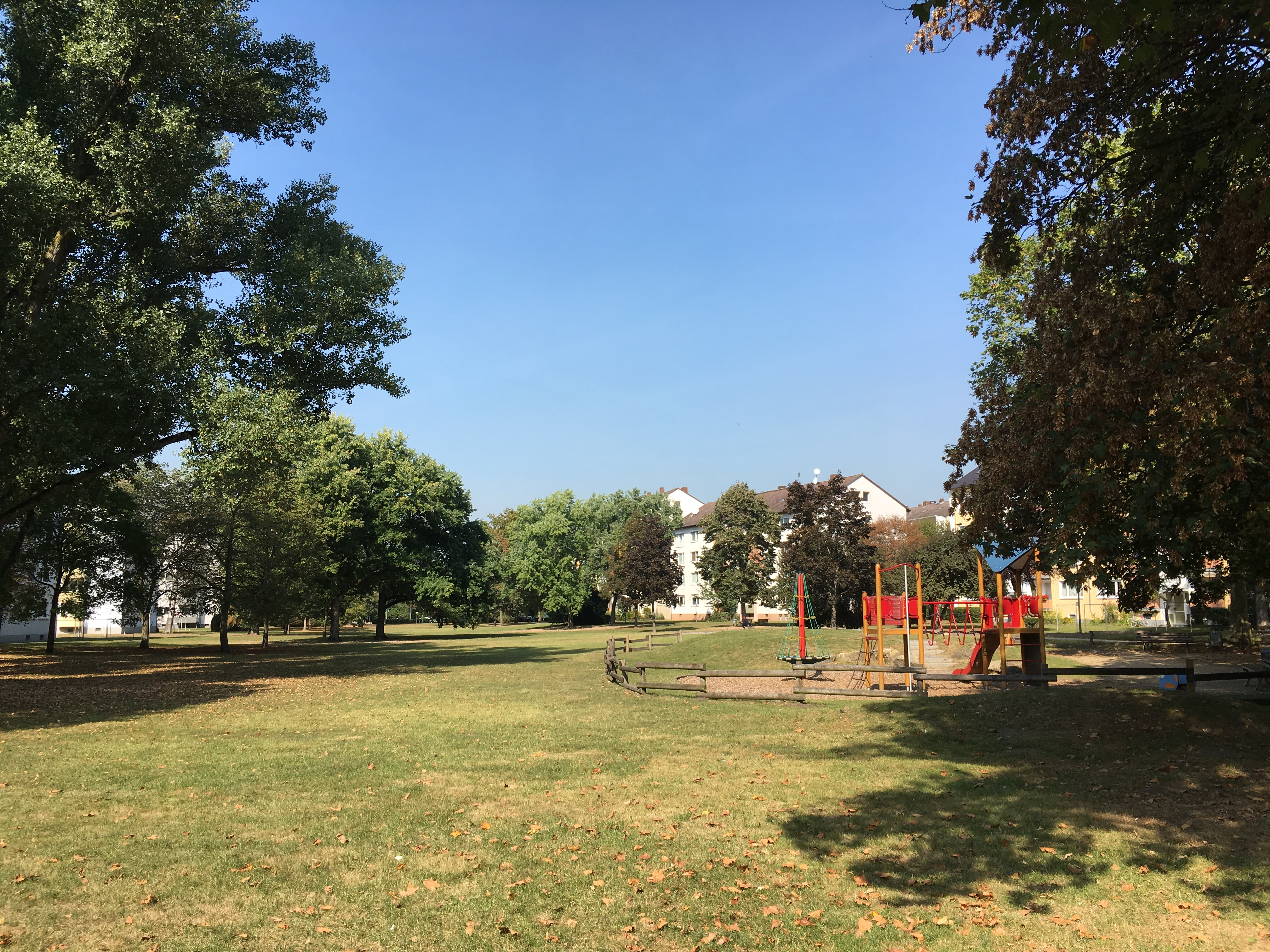
Rudolf-Menzer-Anlage

## Infrastruktur
Die Friedrich-Fröbel-Schule in der Else-Alken-Straße ist die Grundschule für die Siedlung. Zwei Betreuungseinrichtungen für Kinder stehen zur Verfügung, die Kita 115 und die Kita 121. Kirche und Gemeindezentrum der evangelischen Paul-Gerhardt-Gemeinde stehen in der Gerauer Straße. Zur Nahversorgung gibt es neben einigen Kiosken und Läden einen Supermarkt (Netto) in der Siedlung, weitere Einkaufsmöglichkeiten gibt es im Umkreis. Das Geschäftszentrum von Niederrad ist in der Bruchfeldstraße. Zwei öffentliche Grünanlagen, die August-Belz-Anlage im Norden und die Rudolf-Menzer-Anlage im Süden, sorgen für Erholungs- und Spielplatzflächen. Die  Willemineallee ist ein Grünzug im Süden, der die Siedlung an den Stadtwald anbindet. Im Südosten befindet sich in der Heinrich-Seliger-Straße eine Sportanlage, die von den Vereinen FC Union Niederrad 07 und Frankfurter FC Victoria 2012 genutzt wird.

## Verweise